# Силует (остров)
Остров Силует се намира на 20 км северозападно от Мае на Сейшелите. Това е третият по големина гранитен остров на Сейшелите. Има площ от 20,1 км 2 и население от 200 души, предимно работници на острова. Основното селище е Ла Пас, където се намира известният хотел Хилтън. Името Силует е дадено от Етиен дьо Силует (1709 – 1767), френски министър на финансите при Луи XV.

## География
Островът е планински с пет върха над 500 m (1 600 ft), като такъв, той има едни от най-драматичните пейзажи на островите. Подредени по височина те са: Мон Добан (Mont Dauban) 751 m (2 464 ft), Мон-Пот-а-Еу (Mont-Pot-a-Eau) 621 m (2 037 ft), Грате Фес (Gratte Fesse) 515 m (1 690 ft), Мон Коргат (Mont Corgat) 502 m (1 647 ft) и Мон Кокос Маронс (Mont Cocos Marrons) 500 m (1 600 ft).
Въпреки че повърхностно прилича на съседните острови, голяма част от Силует е съставена от по-млад сиенит, датиран от преди 63 милиона години. Между Поинт Рамас Таут (Point Ramasse Tout) и Поинт Зенг Зенг (Point Zeng Zeng) се намира единствената повърхностна вулканична пепел на Сейшелите.

## Демография
Населението от 200 души живее в 3 села – Гранд Барбе (Grand Barbe – вече не е населено), което е на западния бряг, Анс Мондон (Anse Mondon – вече не е населено) и Ла Пас (La Passe) на източното крайбрежие. 

## История
Екипажът на кораба „Възнесение“ (Ascension) на английската Източноиндийска компания са първите хора, за които е известно, че са стъпили на брега на Силует през 1609 г. На 28 януари 1771 г. островът е посетен от Чарлз Огер, който го завладява от името на краля на Франция. Смята се, че гробовете, открити в Анс Ласкарс, са доказателство за по-ранни посетители, вероятно от арабски произход (оттук и името „Ласкари“, което е местният термин за арабин). Въпреки това, когато костите от гробовете са взети за изследване, те са датирани около 1800 г., около времето на първото заселване. Също така, на Сейшелите има легенда, че корсарът Жан-Франсоа Ходул е заровил съкровището си на остров Силует.
От средата на XIX век до 1960 г. островът е собственост на семейство Добан, които са родом от Франция, но се заселват в Мавриций през 1830 г. Семейство Добан започва развитието на обширни насаждения на Силует. Има мавзолей, построен в стила на Ла Мадлен в Париж, където са погребани редица членове на семейството, включително Огюст Добан, чиито бизнес начинания били толкова обширни, че си спечели прякора „Ротшилд от Индийския океан". Ерата на Добан приключила, когато Анри Добан продава острова на френска група. След закупуването на острова от правителството на Сейшелите през 1983 г. е построен малък хотел. По-късно този хотел се трансформира в по-големия Labriz Resort, който след това е закупен от хотелската група Хилтън.  Къщата на плантацията Добан наскоро е реставрирана и сега е музей, който съдържа много оригинални снимки на семейство Добан.

## Флора и фауна
Остров Силует е една от най-богатите точки на биоразнообразие в западната част на Индийския океан с много ендемични и застрашени растителни и животински видове. Сред най-важните и критично застрашени видове е сейшелски опашат прилеп.  Открити са две пещери, където нощуват опашатите прилепи, те се оказват част от система от проходи в скалите на острова. През 2005 г. е открито ново убежище и са регистрирани 32 прилепа. Повечето от около 75-те застрашени растения на Сейшелите се намират на Силует, някои от тях се намират само там. Един от най-редките видове е критично застрашения Impatiens gordonii с бели цветове, който може да се открие само на Мае и Силует, видът е близък до градинско растение Busy Lizzie. През 1987 г. водите около острова са обявени за Морски национален парк. През 2010 г. е учрежден Национален парк Силует, който защитава 93 процента от територията на острова. Островът също е важна зона за птици и е част от Алианса за нулево изчезване (Alliance for Zero Extinction) като важно място за оцеляването на критично застрашени видове. Опазването на острова се контролира от Island Conservation Society . 

## Интересни видове
- Сейшелски прилеп с ножница
- Сейшелска гигантска костенурка
- Шефлера прокумбенс
- Сейшелска ветрушка
- Сейшелски син гълъб
- Lychas braueri

## Галерия
- Карта 1
- Плажът на остров Силует
- Плажът на остров Силует
- Плаж близо до Ла Пас, Силует